# Mohamed Ben Omar
Pour les articles homonymes, voir Mohamed Ben Omar (architecte).
Mohamed Ben Omar, né le 1er janvier 1965 à Tesker (Niger) et mort le 3 mai 2020 à Niamey, est un homme politique nigérien.
Président du Parti social-démocrate, il est plusieurs fois membre du gouvernement nigérien, occupant notamment le ministère de l’Emploi, du Travail et de la Protection sociale.

## Biographie
Ben Omar obtient son baccalauréat en 1986. Il fait des études d'histoire et géographie à l'université Abdou-Moumouni et s'investit dans le syndicalisme étudiant. Après sa maîtrise, Ben Omar enseigne au collège et au lycée.
Ben Omar s'engage en politique au sein du Rassemblement pour la démocratie et le progrès au pouvoir et devient ministre conseiller du président Ibrahim Baré Maïnassara en 1998.
Il occupe plusieurs postes de ministres : entre 2004 et 2007, il est ministre chargé des Relations avec les institutions et porte-parole du gouvernement de Mamadou Tandja puis ministre de la Communication de 2007 à 2009, ministre de la Recherche entre 2016 et 2017 et enfin ministre de l'Emploi, du Travail et de la Protection sociale de 2017 à sa mort.
Il meurt du Covid-19 le 3 mai 2020.